# Borstriska
Borstriska (Lactarius mairei) är en svampart som beskrevs av Malençon 1939. Borstriska ingår i släktet riskor och familjen kremlor och riskor.  Arten är reproducerande i Sverige. Inga underarter finns listade i Catalogue of Life.

## Källor

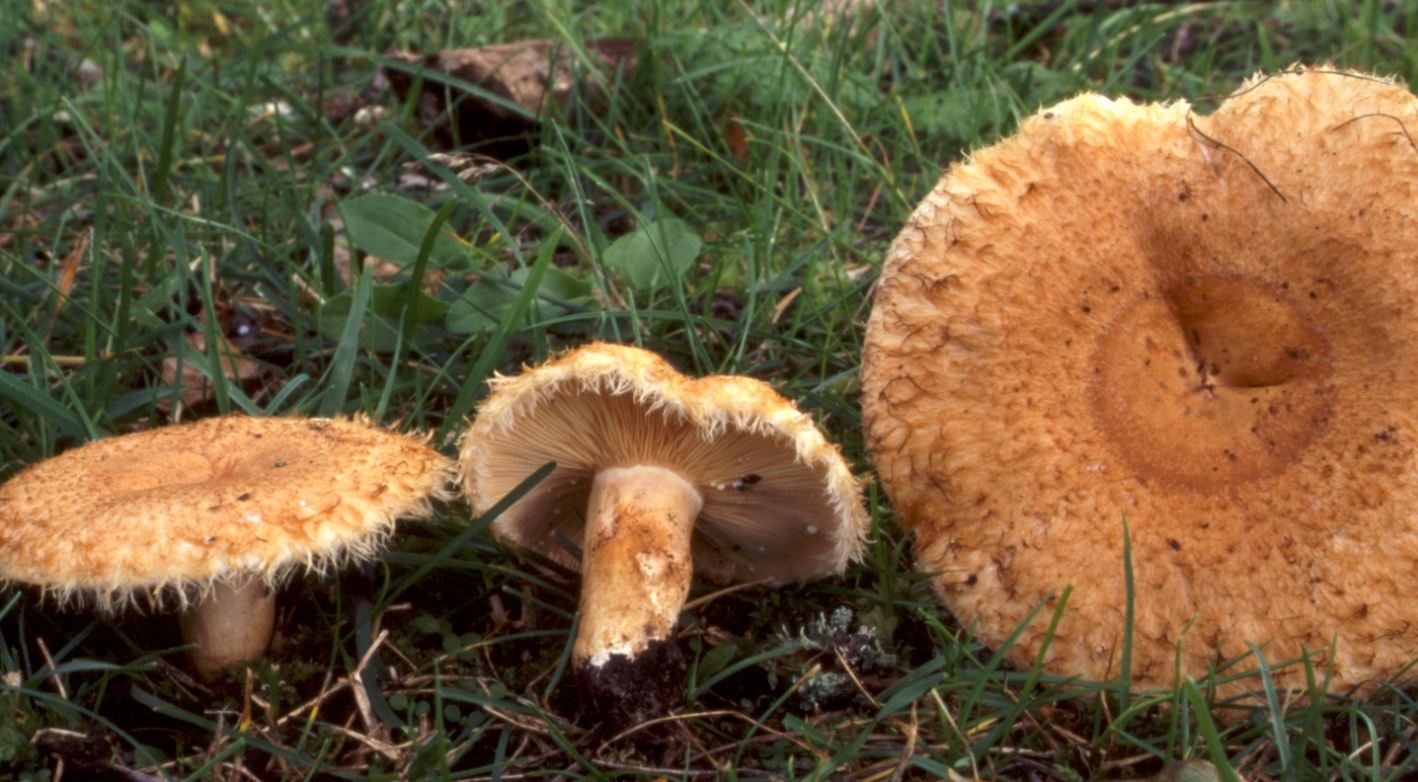